# Mitilene (mitología)
En la mitología griega, Mitilene (en griego Μυτιλήνη), hija de Macareo de Lesbos, dio su nombre a la ciudad lesbia de Mitilene. Algunos autores la hacen en cambio hija de Pélope y dicen que en su unión con Poseidón fue la madre de Mitone. Otros, en cambio, dicen que Mitilene deriva de su hijo Mitilo.